# Paralcis ocellata
Paralcis ocellata là một loài bướm đêm trong họ Geometridae.